# مونتايجو
بلدية مونتايجو (بالإسبانية: Montijo)‏, هي إحدى بلديات مقاطعة بطليوس, التي تقع في منطقة إكستريمادورا, والتي تقع في غرب إسبانيا.
يبلغ عدد سكانها 15.711 نسمة وفقاً لإحصائية سنة (2007). بينما تبلغ مساحتها 119.7 كم{\displaystyle 2}. وبذلك تكون الكثافة السكانية 131.25 نسمة/كم2. تقع المدينة على ارتفاع 220 م عن سطح البحر.